# Pleuraphodius latistriatus
Pleuraphodius latistriatus är en skalbaggsart som beskrevs av Bordat 1990. Pleuraphodius latistriatus ingår i släktet Pleuraphodius och familjen Aphodiidae. Inga underarter finns listade i Catalogue of Life.